# St-Pierre (Fléac-sur-Seugne)

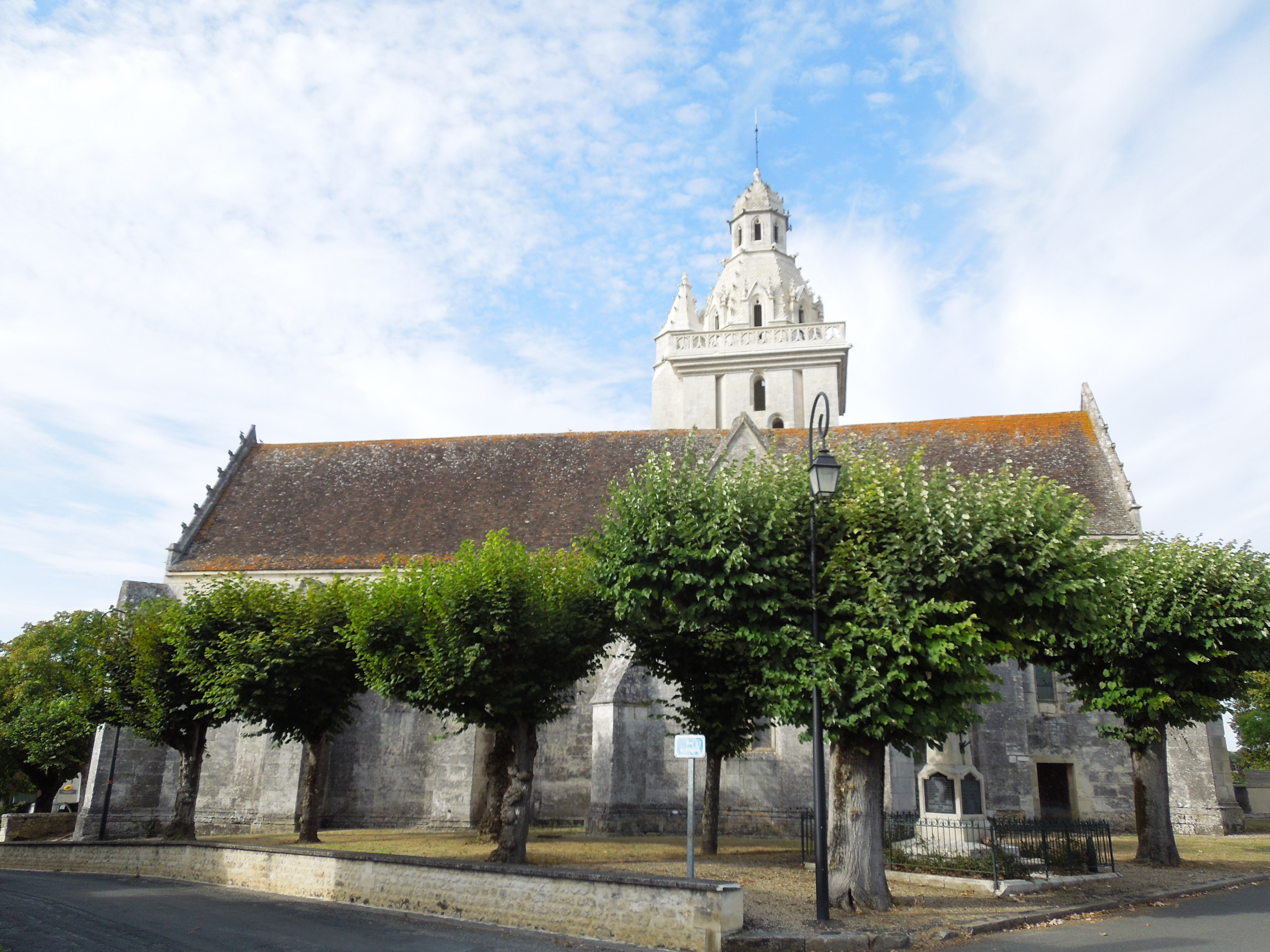
Saint-Pierre in Fléac-sur-Seugne

Die Kirche Saint-Pierre in Fléac-sur-Seugne, südlich von Pons im Département Charente-Maritime in Frankreich, ist seit März 1904 ein Monument historique.
Die Kirche stammt aus der zweiten Hälfte des 15. Jahrhunderts und wurde Anfang des 16. Jahrhunderts vollendet. Das Schiff ist noch vom Flamboyant-Stil der französischen Spätgotik beeinflusst, was insbesondere am Portal deutlich wird, während die gewundenen Säulen und die oktogonale Kuppel und Laterne des Glockenturms bereits aus der Zeit der Renaissance stammen.
Das Schiff hat drei Joche, und an der Nordseite des ersten Jochs befindet sich eine kleine Seitenkapelle, die heute als Taufkapelle dient. Der Chor, unwesentlich schmaler als das Schiff, hat zwei Joche und schließt rechteckig ab. Von der Vierung gehen einjochige Transepten nach Norden und Süden ab. Das reich verzierte Spitzbogenportal ist eingerahmt von zwei gewundenen Pilastern, auf deren Kapitellen jeweils ein sitzender Löwe („lion sejant“) hockt. Diese erinnern, wie auch einige Schlusssteine des Gewölbes im Schiff, an das Wappen der Adelsfamilie Polignac, die im 15. Jahrhundert Herren von Fléac und Polignac wurden.
Der weithin sichtbare Glockenturm hat einen quadratischen Grundriss und erhebt sich über dem nördlichen Querschiff; an dessen Westseite führt ein enges Treppentürmchen mit eigenem, spitzen Kegeldach hinauf bis zur Balustraden-bewehrten Umgang auf dem Turmdach unterhalb der Turmkuppel. Der Zugang zur Wendeltreppe ist im Querschiff. Die Kuppel steht auf dem flachen Dach des eigentlichen Turms und hat an jeder ihrer acht Seiten eine Lukarne, die sich auf den Umgang auf dem Turmdach öffnen. Über der Kuppel erhebt sich die ebenfalls oktogonale hohe Laterne.

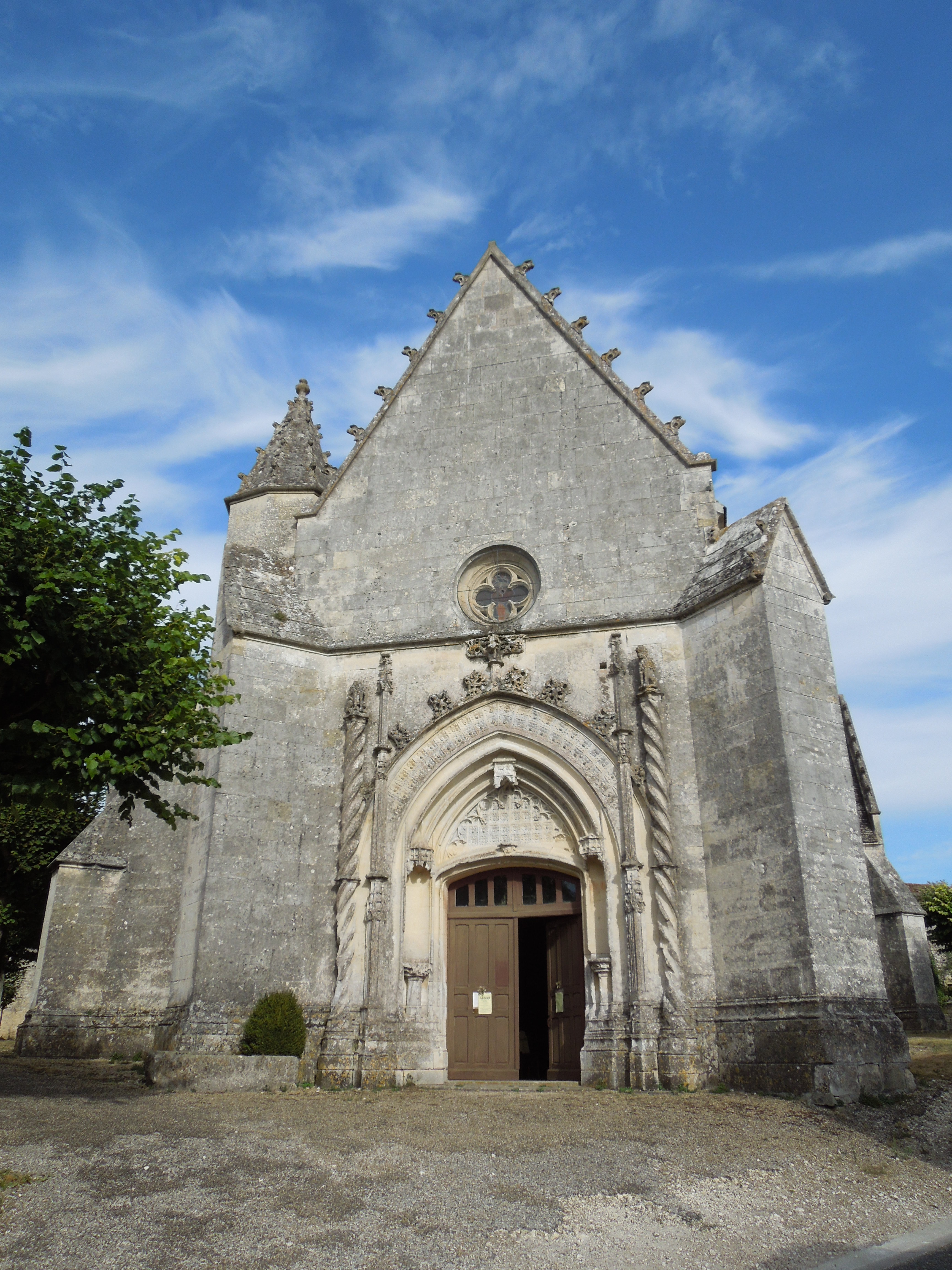
Westfassade
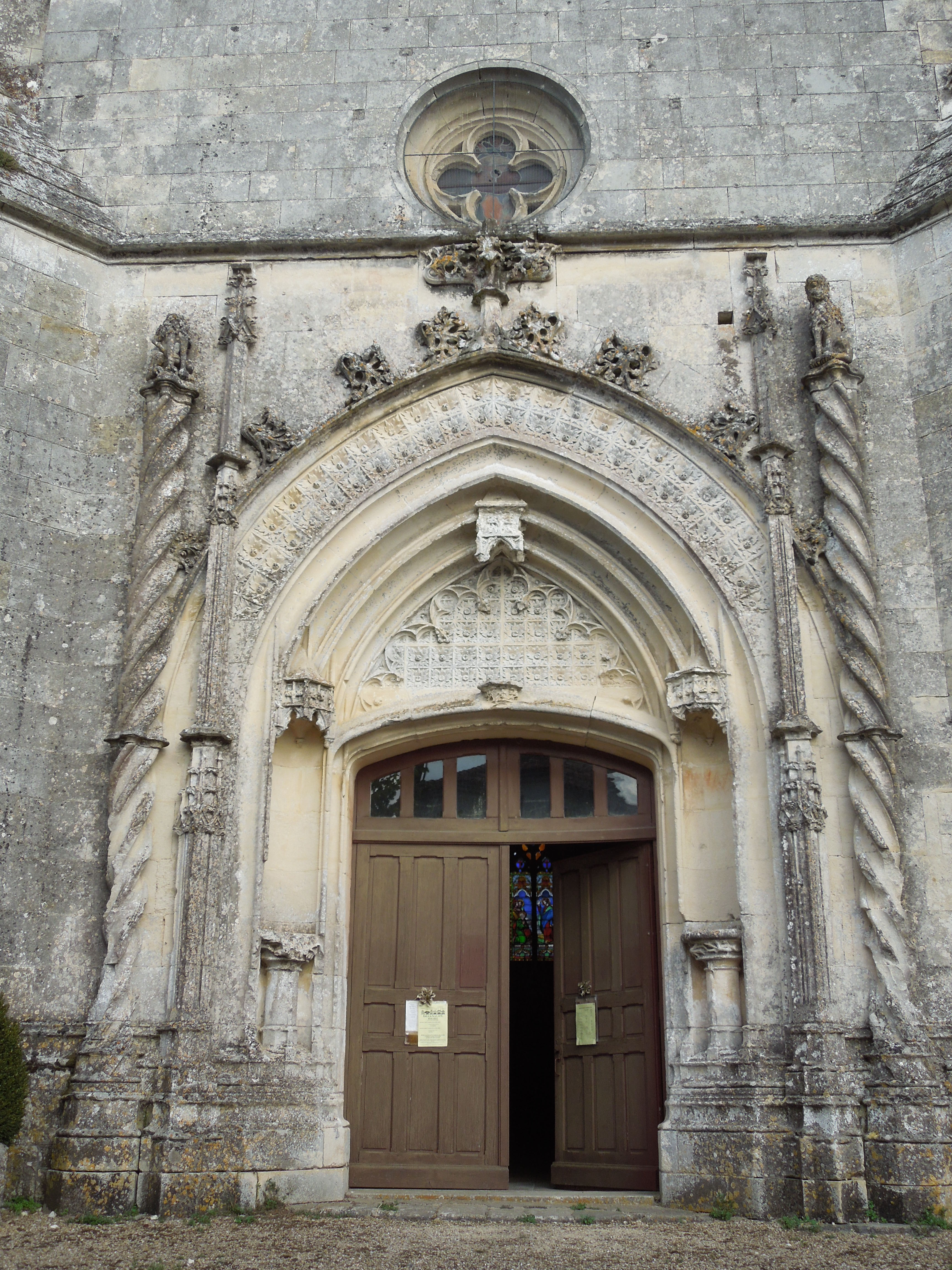
Portal
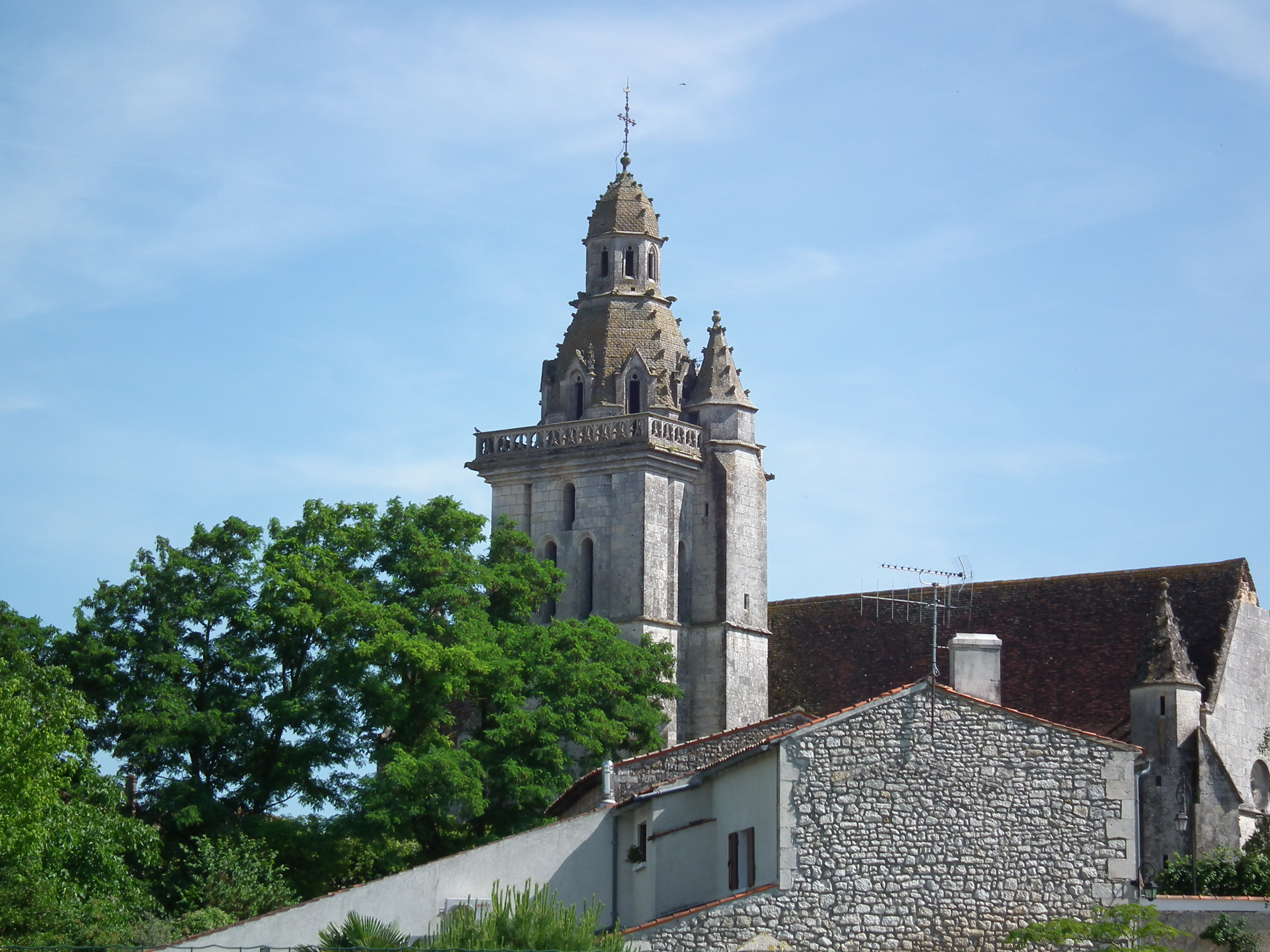
Glockenturm
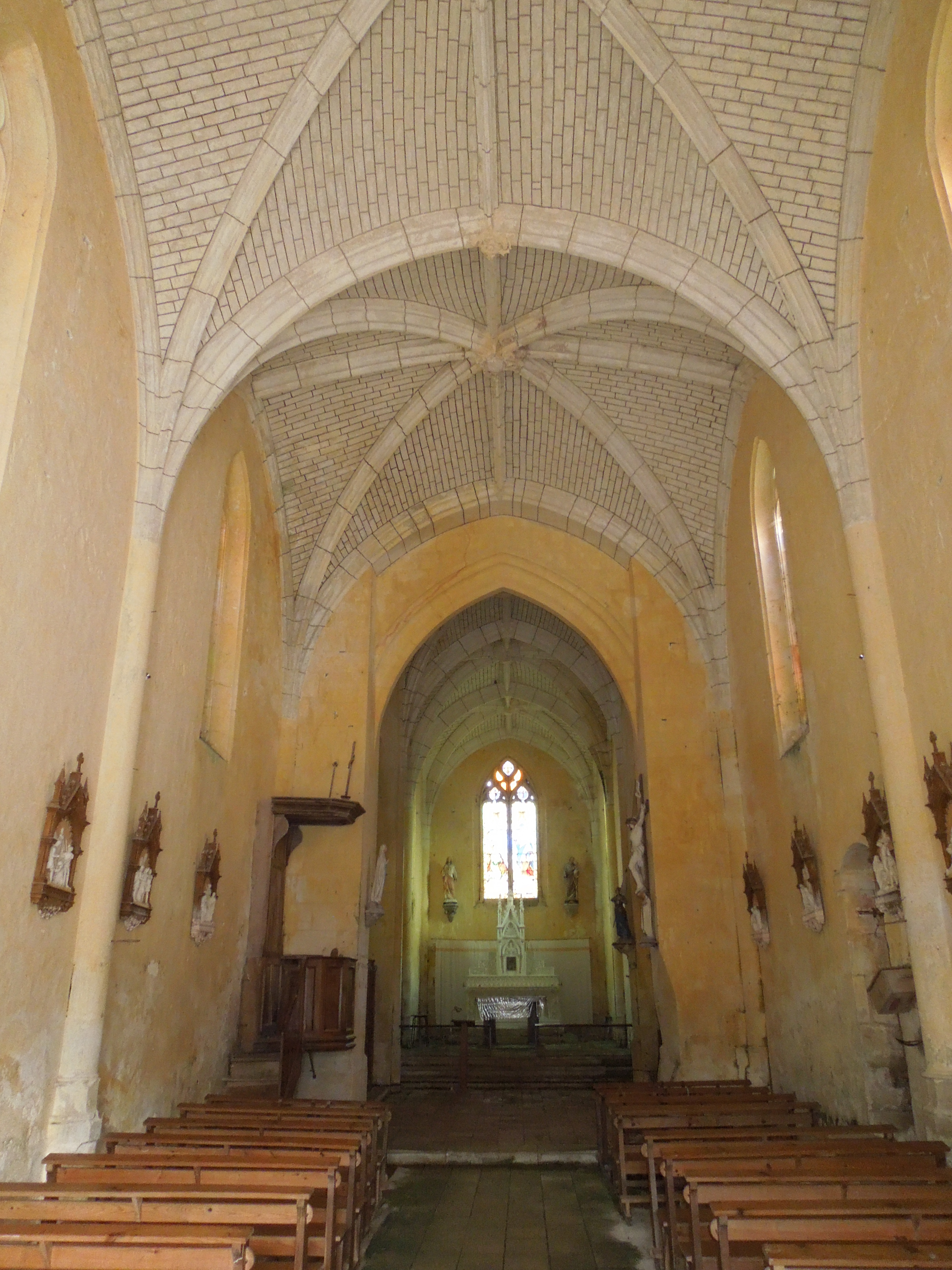
Innenansicht